# Into the Great Wide Open (singolo)
Into the Great Wide Open è un singolo del gruppo musicale statunitense Tom Petty and the Heartbreakers, pubblicato il 9 settembre 1991 come secondo estratto dall'album omonimo.
Il brano è stato scritto da Tom Petty e Jeff Lynne.

## Il brano
Il brano parla di un giovane musicista, chiamato Eddie (Johnny Depp). Una volta terminata le scuola superiore decide di trasferirsi ad Hollywood, dove conosce una ragazza che gli insegna a suonare la chitarra. Successivamente, scrive una canzone che viene pubblicata ed ottiene molto successo. Eddie, pertanto, cambia vita grazie ai nuovi guadagni avuti ma, proprio mentre si gode ciò, il suo produttore gli chiede se ha pensato al nuovo singolo da lanciare sul mercato. Il musicista, così, capisce come sia sempre tutto da rifare dall'inizio nel mondo della musica.

## Video musicale
Il video musicale del brano, diretto da Julien Temple, ha visto la partecipazione di numerose star hollywoodiane, Johnny Depp è il protagonista Eddie Rebel, Gabrielle Anwar la sua ragazza, Faye Dunaway la sua prima manager e Tom Petty stesso Bart il suo roadie. La durata del brano è stata estesa per comprendere tutte le riprese del regista. Il video riporta la storia di Eddie narrata dalla canzone in forma di storyboard.

## Versione in italiano
La canzone è stata tradotta in italiano da Massimo Bubola con il titolo Nel grande spazio aperto e incisa da Cristiano De André nel suo album del 1992 Canzoni con il naso lungo.

## Tracce
CD maxi singolo UK
1. Into the Great Wide Open – 3:43 (Petty, Lynne)
2. Makin' Some Noise – 3:27 (Petty, Campbell, Lynne)
3. Strangered In The Night – 3:28
4. Listen To Her Heart – 3:01

Vinile 7" UK
1. Into the Great Wide Open – 3:43 (Petty, Lynne)
2. Makin' Some Noise – 3:27 (Petty, Campbell, Lynne)

## Classifiche
| Classifica (1991)                | Posizione massima |
| -------------------------------- | ----------------- |
| Canada (RPM)                     | 23                |
| Stati Uniti (Billboard Hot 100)  | 92                |
| Stati Uniti (Albums Rock Tracks) | 4                 |